# Nova Olinda (São Tomé)
Nova Olinda é uma aldeia de São Tomé e Príncipe, localiza-se no Distrito de Cantagalo, ilha de São Tomé, próxima à localidade de Mestre António.